# تپه خیارج
تپه خیارج مربوط به پس از اسلام است و در شهرستان بوئین‌زهرا، بخش رامند روستای خیارج واقع شده و این اثر در تاریخ ۲۵ خرداد ۱۳۸۱ با شمارهٔ ثبت ۵۷۹۹ به‌عنوان یکی از آثار ملی ایران به ثبت رسیده است.